# Caudella
Caudella — рід грибів родини Microthyriaceae. Назва вперше опублікована 1916 року.

## Класифікація
До роду Caudella відносять 4 види:
- Caudella bipolaris
- Caudella gordoniae
- Caudella oligotricha
- Caudella psidii